# Rø Sogn
Rø Sogn 
ist eine Kirchspielsgemeinde (dän.: Sogn)
auf der dänischen Insel Bornholm.
Bis 1970 gehörte sie zur Harde Bornholms Nørre Herred im damaligen Bornholms Amt, danach mit dem Wegfall der Hardenstruktur zur Hasle Kommune im unveränderten Bornholms Amt, die wiederum zum Januar 2003 in der Bornholms Regionskommune aufgegangen ist. Die Regionskommune war zunächst – wie Kopenhagen und Frederiksberg – amtsfrei, also direkt dem Staat unterstellt, und wurde dann mit der Kommunalreform zum 1. Januar 2007 der Region Hovedstaden zugeordnet.

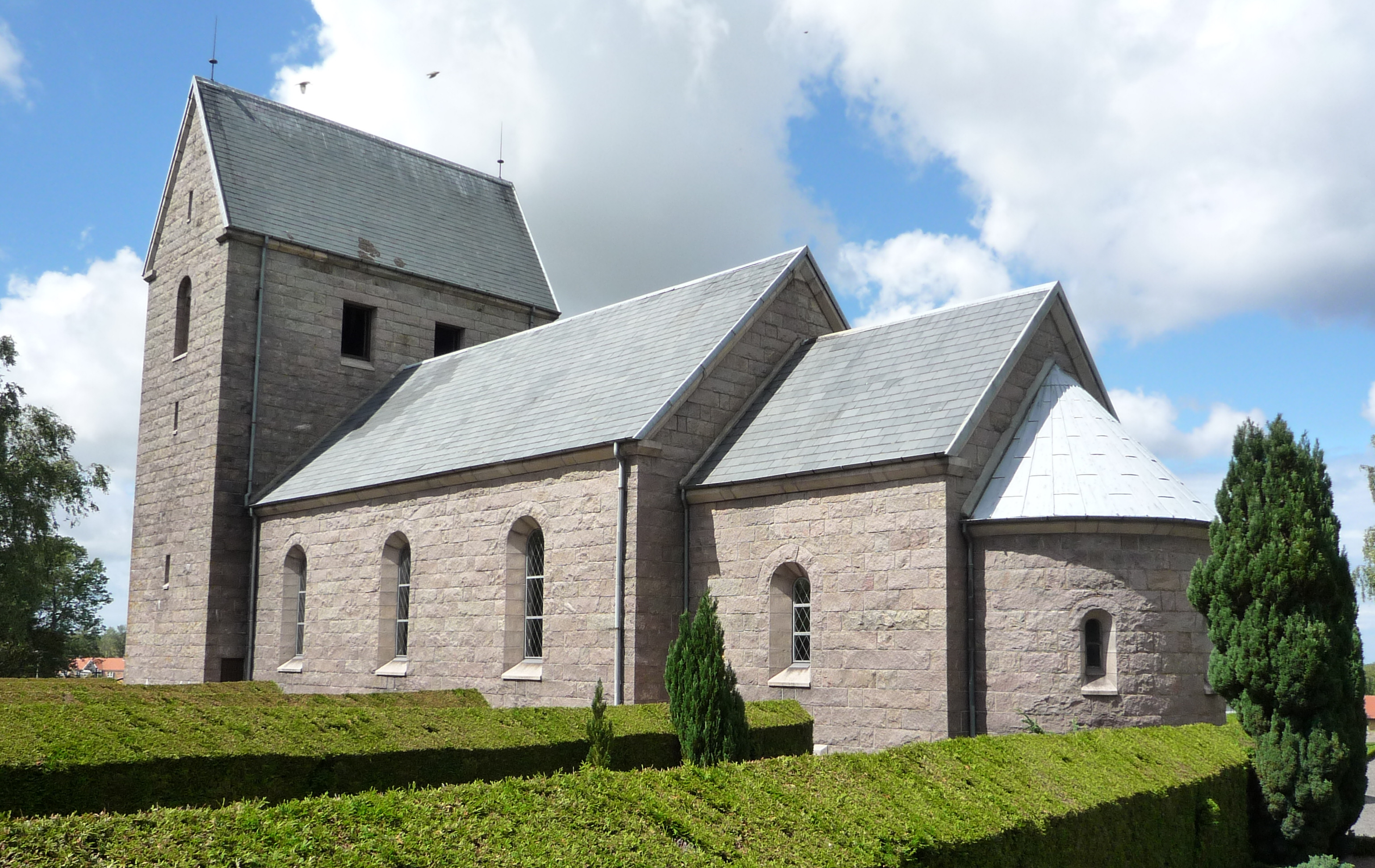
Rø Kirke

Im Kirchspiel leben 406 Einwohner (Stand: 1. Januar 2023). Im Kirchspiel liegt die Kirche „Rø Kirke“.
Nachbargemeinden sind im Nordwesten Olsker Sogn, im Westen der kleinere Teil des Rutsker Sogn, im Südwesten Klemensker Sogn und im Osten Østerlarsker Sogn.